# 桃太郎電鉄シリーズの登場人物
桃太郎電鉄シリーズの登場人物（ももたろうでんてつシリーズのとうじょうじんぶつ）は、テレビゲームの桃太郎電鉄シリーズに登場するキャラクターの一覧。

## 桃太郎と仲間たち
RPGシリーズ『桃太郎伝説』シリーズで主役・メインパーティキャラを務めた桃太郎・金太郎・浦島・夜叉姫は、本シリーズでは主にPBS（TBSのパロディ）所属のマスコミ関係者として登場する。なおその他、人間でプレイする場合のデフォルトネーム（初期設定の名前）にもなっており、ほとんどの作品で1Pから順に「ももたろ社長」「きんたろ社長」「うらしま社長」「やしゃ社長」である。初期シリーズでは「ももたろ」が「モモタロ」とカタカナになっていたり、「やしゃ」が「やしゃ姫」となっていたり、全く異なる名前になっていることもある。
桃太郎・金太郎・浦島は、本シリーズの作者であるさくまあきらとキャラクターデザイナーの土居孝幸が手掛けていた週刊少年ジャンプの読者投稿ページ『ジャンプ放送局』の誌面にサブキャラクター（誌面端に描かれた土居の落書きのようなもの）として登場していた桃太郎・金太郎・浦島太郎の3人「太郎ズ」がもとになっている。太郎ズの作者である土居が「誌面では活かしきれず僕としては失敗キャラだ」と思っていた反面、さくまは「ゲームの方で使えるんじゃないか」と考えており、さくまの元にゲームの企画の話がきたことがきっかけで「桃太郎伝説」が作られたという。
桃太郎
桃太郎シリーズの主人公。ちょんまげを結っており、頭に桃印が付いたはちまきをしている。
ゲーム全体の司会進行を務めると共に、ニュースキャスターとしてゲーム内で発生するイベントの数々を報道する。
主に赤系色のスーツ・ズボンを身に着けており、パッケージ・タイトル画面のみ帽子・「MR」と書かれた腕章を身に着けている。『令和』以降では髷の形が桃を象った形になり、服の色も『令和』では白、『ワールド』では青とそれぞれ異なっている。
初期作品（『初代』『SUPER』）のパッケージでは口髭を蓄えたイラストが使用されている。これはキャラデザ担当の土居が当時さくまの弟子であった菊池晃弘の描いた桃太郎に口髭を生やしたイラストを見たのがきっかけだという。
夜叉姫
緑色の目、斜めに尖った耳、ギザギザの前髪や鮮やかな水色のロングヘアの一本角の鬼の少女 。地獄を治める鬼の王族の娘。
『II』のみ、やや強いCOMキャラとして登場し、『III』以降は桃太郎のアシスタントとして共に進行役を務めるようになった。
イベントの報道と目的地ルーレットのナビゲートを担当し、一部作品では台風による損害イベント発生時に現地リポーターも務める。
土居のアートワークでは赤いスーツとスカートに紫色のインナーを身に着けていることが多いが、ゲーム中は紫色のスーツとスカート、薄緑色のインナーといった服装に統一されている（『12』〜『WORLD（DS）』）。
浦島（浦島太郎）
黄土色（オレンジ色）の結んだ髪が特徴の少年。主に『X』から報道スタジオで災害系の臨時ニュース報道をしたり、バラエティゲームの開始・終了時の司会をする。『X』以降の作品ではセーブ・ロードの画面でも登場する。
SFC・GB版『II』では目的地ルーレット画面で登場し、『III』などでは亀と共にSリーグにも登場する。
金太郎
糸目と頬の傷（右頬が渦巻き、左頬が×印）が特徴の少年。全国を飛び回り、災害や東北三大祭りの現地取材などで活動している。
『HAPPY』まではモモスラ退治を請け負うキャラとして「金太郎カード」使用時に登場していた。
『III』などでは熊と共にSリーグイベントにも登場する。
アリス
『ワールド』でレポーターとして登場。
スリの銀次
全作品に登場。着流し・角刈り・細面の男で、プラス駅（『SUPER』 - 『III』、『2010』 - ）・マイナス駅・カード駅・カード売り場駅（『15』 - ）・銀次駅に止まったプレイヤーの前にランダムで出現し、持ち金をスリで奪っていく（銀次駅の場合は、持ち金が1億円以上ある場合に限り必ず出現する）。『III』までは通常のマスイベントの代わりに登場し、『DX』からは通常のマスイベントが終わった後に登場する。
元々は『桃太郎伝説』シリーズに登場するキャラクターだが、髪形はそちらと違い髷から角刈りに変わっている。

## COMキャラクター
COMキャラクターとは、桃太郎電鉄において人間プレイヤーの代わりに操作するコンピュータの総称である。COMキャラと略されることが多い。
『SUPER』までは強さが一律だが、『II』以降は思考パターンなどが異なる様々なCOMキャラが用意されており、選んだキャラによって難易度の調整が可能である（全員をCOMキャラにして観戦することもできる）。携帯アプリ版と『DS』以降の1人モードでは人間1人+COMキャラクター2人の組み合わせのみで、2人プレイの場合でも必ずCOMキャラクター1人が入る。

### 『II』 - 『7』初出
あかオニ / 赤鬼
『SUPER』 - 『15』、『DS』『2010』『タッグマッチ』『ワールド』、携帯版に登場。階級は見習（『V』まで）/二段（『X』 - 『15』、『DS』『2010』『タッグマッチ』）/初段（携帯版）/五段（『ワールド』）。
『桃太郎伝説』シリーズでも最弱の敵としてお馴染みのキャラ。
PCE版・GB版『SUPER』ではプレイヤー2のCOMP時のデフォルト名として設定されている他、プレイヤー3のCOMP時のデフォルト名が「あおオニ」となっている。
うまオニ / 馬鬼
『II』 - 『16』、『2010』『タッグマッチ』に登場。階級は一段（『V』まで）/五段（『X』『2010』『タッグマッチ』）/三段（『11』）/四段（『12』 - 『16』）。
二足歩行の馬の姿をした鬼。『桃太郎伝説』シリーズとは違い細身になっている。
きじた
『II』 - 『X』に登場。階級は二段（『V』まで）/師範（『X』）。
『桃太郎伝説』シリーズで桃太郎のお供として登場している緑色のキジ。
師範となった『X』ではシークレットキャラクターとなり、ラッキー運が追加された。
『初代』『SUPER』ではプレイヤー4のデフォルト名として設定されている（『初代』とFC版『SUPER』ではCOMPの場合も同様）。なお、お供達の名前はその後の『桃太郎伝説』シリーズには反映されておらず、本シリーズおよび『桃太郎道中記』限定のものとなっている。
さるかわ
『II』 - 『X』に登場。階級は三段（『V』まで）/師範（『X』）。
『桃太郎伝説』シリーズで桃太郎のお供として登場しているサル。
師範となった『X』ではシークレットキャラクターとなり、ラッキー運が追加された。
『初代』ではプレイヤー3、『SUPER』ではプレイヤー2のデフォルト名として設定されている（『初代』とFC版『SUPER』ではCOMPの場合も同様）。
いぬやま
『II』 - 『X』に登場。階級は四段（『V』まで）/師範（『X』）。
『桃太郎伝説』シリーズで桃太郎のお供として登場しているイヌ。白い体毛で、臍の部分に×を描くように絆創膏があり、左右の頬には3本ずつヒゲがある。
師範となった『X』ではシークレットキャラクターとなり、ラッキー運が追加された。
『初代』ではプレイヤー2、『SUPER』ではプレイヤー3のデフォルト名として設定されている（『初代』とFC版『SUPER』ではCOMPの場合も同様）。
やしゃ姫
『II』に登場。階級は五段。
『III』以降は前述の通りアシスタントになったことでかぐや姫と入れ替えとなった。
かぐや姫
『III』 - 『X』に登場。階級は五段（『V』まで）/名人（『X』）。
『桃太郎伝説』シリーズのキーパーソンとして登場している月の姫。
『II』におけるやしゃ姫の特徴をほぼそのまま引き継いでいる。
名人となった『X』ではシークレットキャラクターとなり、ラッキー運が追加された。
『X』を最後にCOMキャラとして登場しなくなったが、『11』『12』ではオープニングアニメに登場している。
あしゅら
『II』 - 『HAPPY』、『X』 - 『タッグマッチ』に登場。階級は六段（『HAPPY』まで）/九段（『X』、『USA』以降）/七段（『11』）/八段（『12』）。
『桃太郎伝説』シリーズのボスキャラクターの一人。
えんま / エンマ
『II』 - 『WORLD（DS）』、『令和』『ワールド』に登場。階級は名人（『X』以外）/十段（『X』）。
『桃太郎伝説』シリーズのボスキャラクターの一人。
さくまが登場しない作品における最強のCOMキャラ。
PCE版・GB版『SUPER』ではプレイヤー4のCOMP時のデフォルト名として設定されている。
さくま
『7』 - 『16』、『2010』『タッグマッチ』『2017』 - 『ワールド』、携帯版に登場。階級は鉄人。
桃太郎シリーズの原作者・ゲーム監督のさくまあきらがモデル。土居によるオリジナルデザイン（『7』〜『タッグマッチ』）では『ジャンプ放送局』に登場しているさくまと同じデザインになっている。
強力なラッキー運が組み込まれた最強のCOMキャラ。
作品によっては、COMとの勝ち抜き戦モードを制覇しないと使用できない（「桃鉄十番勝負（『X』）」「風雲!さくま城（『11』）」「風雲!さくま城 鉄人の逆襲の巻（『12』）」「激闘!さくま城（『15』）」）。『12』では2人、『15』では3人のさくまを同時に相手にすることになる。
『DS』『20周年』『WORLD（DS）』には登場しない。これはニンテンドーDSの性質上、鉄人の得意技が表現できない部分があったためである。

### 『X』 - 『16』初出
まめ鬼（まめオニ）
『X』 - 『16』、『20周年』以降に登場。階級は初段。
『桃太郎伝説』シリーズのザコキャラクターの一種。虫眼鏡でしか姿が見えないほど小さい鬼。
餓鬼（ガキ）
『X』 - 『タッグマッチ』、『2017』『令和』、携帯版に登場。階級は三段（『X』、携帯版）/四段（『11』）/五段（『12』 - 『DS』、『令和』）/六段（『2010』『タッグマッチ』）/七段（『2017』）。
『桃太郎伝説』シリーズのザコキャラクターの一種。右手に骨（『2017』のみフォーク）を持った鬼で、大きく膨れたお腹が特徴。
はらだし
『X』に登場。階級は四段。
『桃太郎伝説』シリーズのザコキャラクターの一種。
風神（ふうじん）
『X』 - 『タッグマッチ』、携帯版に登場。階級は六段（『X』『12』）/五段（『11』）/七段（『USA』 - 『20周年』、携帯版）/八段（『2010』『タッグマッチ』）。
『桃太郎伝説』シリーズのボスキャラクターの一人。水色の肌で、大きな袋を持っている。
『II』ではプレイヤー4のデフォルト名として設定されている。
雷神（らいじん）
『X』 - 『12』、『令和』『ワールド』に登場。階級は七段（『X』『12』『令和』『ワールド』）/六段（『11』）。
『桃太郎伝説』シリーズのボスキャラクターの一人。赤系色の肌を持つ。
PCE版『II』ではプレイヤー5のデフォルト名として設定されている。
やまんば
『X』に登場。階級は八段。
『桃太郎伝説』シリーズのボスキャラクターの一人。
ゆき鬼（ゆきオニ）
『12』に登場。階級は三段。
セーラー服を着た赤髪の女の子。
むじゃ鬼（むじゃき）
『16』『2010』『タッグマッチ』に登場。階級は二段（『16』）/三段（『2010』『タッグマッチ』）。
語尾に「でちゅ（もしくは「でしゅ」）」をつけるなど、幼児語で話す。ゲーム監督であるさくまあきらに孫ができたことを記念して作られたキャラクター。

### 『20周年』以降初出
妖鬼妃（ようきひ）
『20周年』から登場。階級は二段（『20周年』）/七段（『2010』『タッグマッチ』）/八段（『WORLD（DS）』以降）。
数少ない女性のCOMキャラ。オリジナルキャラクターデザイン（『20周年』 - 『WORLD（DS）』）を担当した土居孝幸によると、妖艶な感じを出すためにリテイクを繰り返したキャラクターで、太極拳の使い手をイメージしているという。
天邪鬼（アマノ）
『2010』 - 『2017』に登場。階級は無段（あまりにいい加減な性格のため）。
『桃太郎伝説』シリーズのザコキャラクターの一種。
汽車の代わりに本人がマップや目的地駅内を歩き（エンディングでは汽車）、髪の色に通常の列車色が当てられている。
土居のオリジナルデザインでは鳥嶋和彦（『ジャンプ放送局』の編集者）がモデル。
黄鬼（キキ）
『2010』『タッグマッチ』に登場。階級は四段。
カードのような姿をした黄色い鬼。語尾に「だお（もしくは「お」）」を付ける。
ラッ鬼（らっきぃ）
『WORLD（DS）』『2017』に登場。階級は四段（『WORLD（DS）』）/二段（『2017』）。
非常に運が良いキャラ。語尾に「らお」を付ける。
土居孝幸によるオリジナルデザイン（『WORLD（DS）』）では福助人形のような2本角の鬼で、ピンク色の「LUCKY」と書かれた扇子を持っている。
吸血鬼（どらきゅ）
『WORLD（DS）』に登場。階級は五段。
ベビキュラーカード（後述）使用時に現れる「ベビキュラー」と同じ姿をしている。

## ボンビー
シリーズ恒例の妨害キャラクター。『初代』では妨害キャラクターという概念が存在せず、目的地自体もプレイヤーごとにバラバラであったため競争意識が薄くなりがちだったとの考えの元、『SUPER』以降、全員が1つの目的地を目指してもらうという仕様に変更されたことに伴い、「目的地争奪戦に一番遅れた人に何か罰則を」という発想で生まれたキャラクターである。
基本的な形態である「貧乏神」とそのバリエーションおよび同様の形式で登場するキャラクターも列記する。『V』では「桃太郎ランド」の園内にも「貧乏神」「ミニボンビー」「キングボンビー」「ギーガボンビー」が背景として登場しているが、ここでは実害はない。

### 代表的なもの

#### 貧乏神
『SUPER』以降から登場する妨害キャラクター。元々は『桃太郎伝説』シリーズのザコキャラクター。誰かが目的地に到着した時点で最も目的地から離れた位置にいる人に罰（残念賞）として取りつく。とりついている間は、ターンを終了するごとにあらゆる様々な悪行をするが、とりついていないプレイヤーに被害が及ぶ悪行は基本的に行わない。本人が良かれと思ってプレイヤーのためにやくお節介が次々と裏目に出て散々な目に遭わされることになり、『スーパーII』以降ではキングボンビーをはじめとしたより強力な悪行を行う様々なキャラクターに変身することもある。
他のプレイヤーと同じマスに到達したり通過することで相手プレイヤーに貧乏神をなすりつけることが可能。これは、貧乏神が他のキャラクターに変身している間も同様。また、状況次第でまれにプレイヤーに有益をもたらすこともある。
頭に三角巾を腰には「び」と書かれたふんどしを、首には数珠のような首飾りを着けており、その他の服は着ていない。キャラクターデザインを担当した土居孝幸によると一般的に貧乏神には痩せた病的な姿のイメージが強かったため、あえて丸々と太ったキャラクターにしたという。
モデルは榎本一夫（土居のデザイン）。『II』『III』でもCMに出演し、『II』ではダウンタウンと共演した。榎本によると、榎本自身の言動が土居のキャラクター作りのヒントになったり、土居の作ったセリフを榎本本人が言うようになったりと相互に影響し合っており、今となってはどちらが先の言い出したかわからないセリフもあるという。また、ジャンプ放送局においても土居によってキャラクター化された榎本が登場しており、貧乏（ボンビー）キャラをネタとしていた。

#### キングボンビー
『II』から登場（『WORLD（携帯版）』を除く）。五大ボンビーの一人で基本的な変身形態。登場は原則的に4年目以降（『X』以降は3年目の12月から）。ターン終了時に非常に大きな損害を与える悪行を行なうが、とりついていないプレイヤーに被害が及ぶ悪行は基本的に行わない。一人称は「オレさま」（『II』のみまれに「わたし」）であり、「グェッヘッヘ!」という高笑いが特徴。
『II』〜『HAPPY』のみ、変身中にマップ上に描かれている各地域の特産品のオブジェが変化するようになっており、『II』では貧乏神の顔に、『III』以降はオブジェが全て燃え盛る炎に変化してマップ上のあちこちが炎に包まれる（あくまで演出であり、実害はない）。『11』以降の作品では画面に表示されるサイズが大きくなっており、初変身時に巨大化する演出が入るようになっている。『16』からはキングボンビーが悪行に使用するサイコロが専用のサイコロ（色が黒地に赤色の目で、1の出目のみ白色）に変化している。
『III』から『12』までは「メカボンビー」と総称されるロボットで撃退可能（詳しくは後述、『USA』で廃止）。
白い顔で歌舞伎の隈取りのような模様があり、貧乏神の目を強調したような目、大きな唇と2本の上歯、赤銅色の体が特徴。作中でも下ぶくれの白い悪魔と形容されるシーンがある。他のデザイン上の特徴としては紫色の尖った髪型で頭に「び」と書かれた三角巾を、腰に王冠を模したふんどしを着けており、お尻から悪魔のようなしっぽが生え、風呂敷風の無地の緑色のマントをつけている。キャラクターデザインを担当した土居孝幸によると「貧乏神の面影を残しつつ、怖さを表現するため歌舞伎の隈取りをモチーフにし、白塗りの上に目と口を強調したデザインにした」という。また当初のデザインでは貧乏神に角が生えた程度のデザインであったが、これじゃ違うと言われ、決定稿にたどり着くまで何度もリテイクしたという。
『2017』では、歌舞伎の隈取りをモチーフとしている点はそのままに、口が小さくなり体の色も黄色を基調としたデザインとなった。また「び」と書かれたベルトを着けてズボンを履いており、マントも唐草模様の風呂敷に変更された。足が長くなっているのも特徴である。
『令和』以降では青い肌を持つ不動明王を思わせるデザインとなり、更なる最凶形態として「デストロイ号」も登場する。
名前のモチーフはテレビ番組『とんねるずのみなさんのおかげです』のコーナー『仮面ノリダー』に登場する「キング・ジョッカー男」。さくまあきらによるとコーナー内で石橋貴明演じる「キング・ジョッカー男」が「キ〜〜〜〜〜ング ジョッカー!」と叫んでいたのを聞いて「キ〜〜〜〜〜ング・ボンビー!」というセリフを発想したのが命名の理由だという。キングボンビーも作中で「キ〜〜〜〜〜ング・ボンビー!」というセリフを発する。
大部分の作品のパッケージに桃太郎と並んで、もしくは彼よりも大きい扱いで表示されたりと、シリーズの影の主役とも言える存在である。
さくまあきらによると、このキングボンビーの容赦ない性格のモデルは鳥嶋和彦としており、悪行の熾烈さは『ドラゴンクエスト』で全滅すると持ち金が半分失われる恐怖をボードゲームで再現したい狙いがあったことから。キングボンビーとスリの銀次は、弱者と強者の実力差を縮めるための存在とのこと。
また、さくまあきらが開発に関わっていない作品ではあるが、『桃太郎道中記』に登場するボンビー大魔王（声：デーモン閣下）はキングボンビーの先祖という設定になっている（キャラクターデザインは土居孝幸が手掛けている）。一人称はキングボンビーとは異なり「わが輩」になっている。デザイン上の変化としては頭が「び」と書かれたちょんまげになっており、ふんどしも的を模したものとなっている他、マントの色がオレンジ色になっている。「ボンビーバリアー」や「大魔王分裂」などキングボンビーには見られないボンビー大魔王独自の悪行も存在する。ボンビー大魔王の悪行の詳細については桃太郎道中記#ボンビー大魔王の悪行を参照。

#### デストロイ号
『令和』から登場。キングボンビーの顔（『令和』のデザイン）が付いた列車で、キングボンビーの「最凶形態」。遠隔操作しているキングボンビー曰く、自分自身が鉄道会社を経営する為に作った特別列車とのこと。

#### ミニボンビー
『II』以降で登場。頭にリボンを、首に涎掛けをつけた赤子のような風貌。毎ターン終了時に軽い悪行を行なう。

#### ハリケーンボンビー
『12（全国）』から『WORLD（DS）』までの作品に登場。五大ボンビーの一人。非常に背の高いスマートな風貌で青い体のロボット宇宙人のような姿をしており、額と上半身（腹部と背中）には黄色の「H」の文字がある。掛け声の「ドッドド! ドドード! ドドード! ドドー!」の元ネタは『風の又三郎』である。該当者の物件所持数がある程度ないと変身することはない。竜巻を起こす際、顔の部分はあまり動かず、顔より下の部分が高速で回転する。『WORLD（携帯版）』ではキングボンビーが登場せず、唯一の上位ボンビーがこの形態になっているため、変身する際の肩書きが「伝説の破壊神」。
キャラクターデザイン担当の土居孝幸によるとさくまより細身のキャラクターをオーダーされてデザインしたキャラクターであり、細身と邪悪で強い雰囲気を両立するのに苦労したという。
『2017』では登場せず、キャラクターとしてはキングボンビーに統合されたが、システム上は従来と変わらず、従来のキングボンビーとは別に扱われる。

#### ポコン
『令和』から登場。キングボンビー（『令和』のデザイン）の息子「キングボンビーJr.」で、青い肌で風神のような容姿をしている。毎ターン終了後に物件を奪う。

#### ボンビー・モンキー
『12』から『WORLD（DS）』まで登場。黄色い体毛が特徴の小さな猿。変身シーンが流れず、貧乏神の頭に乗っかる形で登場する。貧乏神が取り付いているプレイヤーが借金状態の場合のみ登場する可能性がある。貧乏が去る（猿）が名前の由来であり、乗っかっている間は貧乏神が行動できず、代わりに善行を行なう。この状態の時だけは、貧乏神を嫌う上級COMキャラも近づこうとする。初登場作品の『12』の発売される年に東京都台東区にある妙泉寺に「貧乏が去る（猿）像」が設置された。

### ゲストボンビー
それぞれの作品（1-3作品）に限定で登場する貧乏神の変身形態である。『DX』以降、多くの形態が登場している。

#### 複数作に登場するもの
コマルン
『DX』『HAPPY』で登場。毎ターン終了時に悪行をする。白目の無い羽根を持つ貧乏神のような風貌で、桃太郎チームスタッフ（当時）の小丸良人がモデルとなっている。物件を消去するタイプだが、物件を持っていなくても変身することがある。
ギーガボンビー
『7』『jr.』『15』で登場。五大ボンビーの一人。キングボンビーの体内に寄生した宇宙寄生獣。紫色の化け物のような容姿。笑い声は「ゲフーッ! ゲフーッ!」。
ブラックボンビー
『11』『15』で登場。五大ボンビーの一人。全身真っ黒でキングボンビーのように強調された赤い唇と牙、黄色い目、猫のような耳と怪獣のような尻尾が特徴で、股間の部分に紫色の「B」の文字がある。笑い声は「ギュルッフッフッ!」で一人称は「ワレ」。必殺技「ペイント・イット・ブラック」を使用し、ほとんどの駅をブラック駅に変える。また、取り付かれている間はカードを使用することができず、さらに、ターンの始めに悪行を行うためなすりつけたとしても必ず無害とは限らない。
ロシアンボンビー
『20周年』『WORLD（DS）』で登場。『WORLD（DS）』ではロシア周辺にいる時に変身する。マトリョーシカのような容姿で、ロシア語を意識したしゃべり方をしながら毎ターン終了時に悪行を行う。
エアプレンボンビー
『2010』『タッグマッチ』で登場。飛行機とパイロットで構成された姿。飛行機の上に直接人が乗っており、どちらが本体なのかは不明。飛行機の顔はいかついが、その割にはさわやかな口調が特徴。毎ターン終了時に悪行をするが、銀河鉄道マップ上ではプロペラが動かないので何もできない。
キャラクターデザイン担当の土居孝幸によると操縦士のキャラクターは『USA』に登場したエンパイアビルを駆けあがるミニゲームのキャラクターを元にしているという。
バクレツボンビー
『2010』『タッグマッチ』で登場。ガスマスクを付けている手榴弾のような容姿。登場は16年目以降で、出現後も提示してくる条件を満たさなければ何もせず数ターンで貧乏神に戻る。
ピヨピー
貧乏神の変身としては『G』で登場（変身形態としては下記の「1作品のみ登場するもの」に該当するがキャラクター自体としては複数の作品に登場する）。薄っぺらくて白いヒヨコの姿。キャラクター自体としてはボンビーではないが、ゲームとしての扱いはボンビーと同じなのでこの項に記述する。
『16』『2010』『タッグマッチ』『2017』にも登場するが、貧乏神が変身した形態ではなく、名産怪獣『雪の恋人怪獣ピヨピー』として登場。札幌が目的地の時、到着すると出現して、プラス駅・銀河駅・マイナス駅・カード駅・ナイスカード駅を、全てスーパーカード駅にしてくれる。これに関してさくまは「ピヨピーは改心しちゃったね。北海道の白い恋人のイメージなんですよ」とコメントしている。

#### 1作品のみ登場するもの
スペースボンビー
『USA』で登場。宇宙の彼方から登場する、ペガサスに乗った赤い甲冑の騎士。変身とうたっているが、中身は貧乏神本人。自らをペルセウスの生まれ変わりと語り、武器や防具を与えると言いながら、ターン終了時にカード袋を埋める悪行を行なう。
ビリリンモンロー
『USA』で登場。貧乏神がマリリン・モンローに変装した姿で、変身ではなく前述の「車掌のマネ」のようにその場限り。マリリンの主演映画をもじったタイトルに応じた悪行を行う。
ミサイルボンビー
『15』で登場。五大ボンビーの一人。甲羅に無数の大砲を装着した亀の怪獣のような容姿。
ハピネスボンビー
『16』で登場。巨大な風船のような容姿。取り付いたプレイヤーに損害を、それ以外のプレイヤーに利益をもたらす。
さくまあきらによると、歌曲「オー・シャンゼリゼ」をイメージしたキャラクター。
ゾンビボンビー
『16』で登場。頭頂部に釘が刺さっている腐った頭部と、包帯だらけの全身で構成されたゾンビ。損害系以外のカードを何枚か持っていないと変身しない。毎ターンの開始時と終了時の両方で悪行を行う珍しい形態。
土居の描いたオリジナルのデザイン画では赤色の血となっているが、ゲーム中及びパッケージ・説明書用のアートワークでは深緑色の血に変更されている。
イレーザーボンビー
『16』で登場。消しゴムのような容姿。登場は8年目以降で、ターン終了時に悪行を行う。一定以上の金額の物件を持っていないと変身しない。
土居孝幸の初期のラフスケッチでは消しゴムでできたゴーレムのようなデザインだった。
ツルギボンビー
『タッグマッチ』で登場。
鎧武者のような容姿。兜には大きく「貧」の文字があしらわれている。独占都市を持っていないと変身しない。
デビルボンビー
『WORLD（DS）』で登場。
黒い竜のような容姿。
チャージボンビー
『WORLD（DS）』で登場。
白い巨体の容姿。腹部に赤字で「C」が書かれている。新鮮なカードを食べて自らのエネルギー源とする。登場は32年目以降。
ナイトメアボンビー
『2017』で登場。
ドラキュラの容姿。
ビッグボンビー
『令和』で登場。
「貧」とあしらわれた覆面を被った泥棒の容姿。ありがひとしがキャラクターデザインを担当。
世界旅行ボンビー
『ワールド』で登場。
語尾に「どすえ～」をつけて話すのが特徴で、「エアプレンボンビー」とほぼ性能は一緒。しかし、一回に何度も移動することがあり、料金も上乗せされていく。
また、ダチョウをイメージしており、顔のインパクトを重視するため、文楽のカブをモチーフにしている。
ばらまきボンビー
『ワールド』で登場。
顔の右半分が白で、左半分が黒の天使のような風貌で神様のボランティアで活動している。ミカエルとは対立している。
コンセプトは、「悪いミカエル」「偽ミカエル」でそのため服装などがミカエルのようになっている。誰かが操っているイメージで傀儡のような動きをしているため、ひょっとしたらキングボンビーが操っているかもと竹浪は語っている。
大阪のおばちゃん
『12（西）』に登場。大阪が目的地の時に到着すると登場。貧乏神が変身するのではなく、バトンタッチする形で登場する（貧乏神変身中を除く）。眼鏡をかけていて、常にママチャリに乗っており、プレイヤーの行動に割り込んでおせっかいという名の悪行を行うため、まともにゲームを進行することが不可能に近くなる。

## カプセルロボ・メカボンビー
対キングボンビー用の戦闘ロボット。「ロボット研究所」で売買可能で、プレイ年数によって価格が上昇する。毎ターンにキングボンビーの悪行が発動する前に戦いを挑むことができ、勝てばキングボンビーは貧乏神に戻り、そのターンは貧乏神も悪行をしない。負けた場合は破壊され、通常通りキングボンビーが悪行をする。戦闘は完全オートで、先に3発攻撃を当てた側の勝利（『DX』以降体力ゲージが表示され、『HAPPY』以降は1発=100ダメージ表記となった）。1ターンに出動できるロボットは1体のみ。
『III』では1億円単位で最大99億円まで研究所に投資し、投資金額がメカボンビーの価格に達すると購入したことになるが、売却はできない。カプセルロボ・メカボンビーは『USA』で全廃止された。
元ネタはゴジラに対抗するために作られたメカゴジラ。
カプセルロボ系
全て『DX』で初登場。メカボンビーよりも勝率が低いが、それよりも安価である。『V』までは使い捨てであり、勝敗に関わらず戦闘後は廃棄処分となる。『X』以降は戦闘に勝利すればメカボンビー同様に引き続き使用できるが、1発攻撃を受けると倒されてしまう。以下の3体が存在する。
プチキャノン
砲で攻撃をする。『11』『12』では「オリンパス流星弾」で2倍のダメージになる。カプセルロボの中で一番弱い。作品により勝率は1/32-1/8。
Bコロコロ
体当たりで攻撃をする（通常攻撃は「アゼチョラン!」）。作品により勝率は1/16-1/4。『X』で廃止。
ヤマトザムライ
日本刀で攻撃をする。『11』『12』では「十文字剣」で2倍のダメージになる。カプセルロボの中で一番強い。作品により勝率は1/8-3/8。

メカボンビー系
カプセルロボよりも高価だが、勝率が高い。以下の2体が存在する。作品によっては負けても1/2の確率で廃棄処分にはならず、次のターンから再び使用できる。作品によっては、使うとメカボンビーかメカボンビーRXのどちらかが無料でもらえる「メカボンビーカード」が存在する。
メカボンビー
『III』で初登場。キングボンビーをモデルに作られており、ミサイルで攻撃する（通常攻撃は「グガガガガガ! グゴゴゴゴゴ!」）。勝率は1/2。『11』で廃止。
メカボンビーRX
『DX』で初登場。メカボンビーの改良版。通常攻撃の「ヘッドバズーカ」および、2倍ダメージの「ヒップバズーカ」（『DX』『HAPPY』『X』では必ず命中）がある。勝率は初期の作品では3/4であったが、『11』で1/2に下げられ、『12』ではさらに低下している。
これに対してキングボンビー側は、通常攻撃「ボンビーム」、『11』『12』で2倍ダメージの技「ギャラクティカ・ボンビーム」がある。